# Aulacophora pygidialis
Aulacophora pygidialis es un insecto coleóptero de la familia Chrysomelidae.
Fue descrita científicamente por primera vez en 1886 por Baly.